# 우리 다시 사랑할까요?
《우리 다시 사랑할까요?》는 MBC에서 2006년 3월 18일에 방영된 신춘 특집 드라마이며, 수목 미니시리즈 《개인의 취향》의 방영에 앞서 2010년 3월 24일부터 2010년 3월 25일까지 재방송되었다.

## 줄거리
여전히 가부장적인 한국남자들에게 따끔한 일침을 가하는 한 여자의 반란을 유쾌하고 통쾌하게 그린 작품이다.

## 등장 인물

### 주요 인물
- 박순천 : 강영숙 역 - 문화적 취향이 강한 중산층 전업주부
- 강남길 : 박도상 역 - 소시민적 기질을 가진 중산층의 보통 남자

### 주변 인물
- 방은희 : 오희아 역
- 이은혜 : 박슬기 역 - 영숙과 도상의 딸. 대학생
- 유정석 : 박으뜸 역 - 영숙과 도상의 딸. 대학 신입생
- 박태진 : 상수 역 - 희아의 아들. 청년 사업가
- 이상숙 : 미옥 역 - 영숙의 친구
- 안승훈

### 그 외
- 차영옥
- 김신일
- 염재욱
- 강수영
- 이경아
- 박형선
- 이영자
- 윤진영
- 신은경
- 원태희
- 김성주
- 이옥정